# Anton Dumm
Anton Dumm (* 10. Februar 1937; † 25. Februar 2024), genannt „Dummse Tünn“, war ein deutscher Zuhälter. Er wurde in den 1960er Jahren eine Persönlichkeit des Kölner Rotlichtmilieus.

## Leben
Dumm absolvierte eine Lehre als Rohrleger und wurde bereits als Jugendlicher durch Straftaten auffällig. Anfang der 1960er wurde er als Zuhälter überregional bekannt und galt als Sinnbild des Kölner Rotlichtmilieus. Zahlreiche Anzeigen und Anklagen gegen Dumm blieben erfolglos, bis zur Bekämpfung der Kriminalität in Köln ein Sonderbevollmächtigter des Innenministeriums von Nordrhein-Westfalen  berufen wurde, der sich auch insbesondere den Ermittlungen gegen Dumm widmete. Im Dezember 1965 wurde er schließlich festgenommen und später wegen Vergewaltigung, Zuhälterei, Körperverletzung und Fahren ohne Führerschein im Oktober 1966 zu einer dreijährigen Freiheitsstrafe verurteilt. Im Verlauf der Verhandlungen kam es zu Attentatsdrohungen gegen das Gericht und Einschüchterungsversuchen gegen Richter und Staatsanwälte.
Während Dumms Haftzeit in der Justizvollzugsanstalt Rheinbach wurde sein damals 34-jähriger und ebenfalls im Kölner Rotlichtmilieu aktiver Bruder Heinrich „Hein“ Dumm in der Vorweihnachtszeit 1968 nach einem Streit in einem Köln-Kalker Lokal an der Ecke Vietorstraße / Vorsterstraße erschossen. Für die Teilnahme an der Beerdigung durfte Anton Dumm für zwei Tage das Gefängnis verlassen.
Auch nach der Haft blieb Dumm im Milieu aktiv und stritt mit „Schäfers Nas“ um die Vorherrschaft. Im September 1975 kam es zu einer Auseinandersetzung auf offener Straße, bei der Dumm von Schäfer bewusstlos geschlagen wurde. Der Film Heißes Pflaster Köln (Premiere: 31. August 1967) von Ernst Hofbauer mit Arthur Brauss und Klaus Löwitsch lehnt sich an die Geschichte des „Dummse Tünn“ an.
Dumm wurde auch als Leibwächter von Romy Schneider bekannt. Später betrieb er einen Reiterhof in Köln-Rath. 2009 geriet er erneut in die Schlagzeilen, weil sich auf dem Hof eine Entführung ereignete, in die sein Sohn verwickelt war. Mit der ehemaligen Gastwirtin Ruth war Dumm über 25 Jahre liiert und von 1998 bis zu ihrem Tod im Jahr 2008 verheiratet. 2016 erlitt er einen Schlaganfall. Anton Dumm starb im Februar 2024 im Alter von 87 Jahren in einem Pflegeheim.
In Vorbereitung der Beisetzung kam es zwischen Dumms Sohn und einem Bestatter zu einer Auseinandersetzung um die Bezahlung der Begräbniskosten, wobei der Bestatter mit einer Heugabel verletzt wurde.